# Genesis Climber MOSPEADA
Genesis Climber MOSPEADA (機甲創世記モスピーダ Kikō Sōseiki Mosupīda?) (literalmente "Mospeada del Génesis blindado") es una serie japonesa de animación de ciencia ficción creada por Shinji Aramaki y Hideki Kakinuma. La serie contó con 25 episodios y se emitió originalmente en Japón a través de la cadena televisiva Fuji Television, desde finales de 1983 hasta principios de 1984. 
Mospeada es una sigla (Military Operation Soldier Protection Emergency Aviation Dive Armor) y el nombre común de las motoarmaduras transformables que aparecen en la serie. Otro de los principales robots que aparecen en la misma es el Armo-Fighter AFC-01 Legioss, cuyo diseño es similar al del caza transformable VF-1 Valkyrie de la serie Super Dimensional Fortress Macross. Crunchyroll obtuvo la licencia de la serie fuera de Asia.
MOSPEADA fue utilizada y modificada en parte de su historia, música y nombres de personajes para formar parte de Robotech (adaptación estadounidense), conocida como "The New Generation".

## Argumento
En el siglo 21, los problemas de la contaminación de la Tierra resultaron en el desarrollo de un combustible de hidrógeno llamado "HBT" como una alternativa a los combustibles fósiles, mientras que la humanidad ha colonizado Marte. 
En 2050, una misteriosa raza alienígena llamada los Inbit invadió la Tierra. Incapaz de luchar contra los Inbit, la Tierra se vuelve desolada, con sólo unos pocos focos de humanos esparcidos por el planeta. Muchos de los refugiados escapan a bordo de las lanzaderas que quedan para buscar refugio en la Luna. Los Inbit establecen su principal base de operaciones en la Tierra, llamado "Punto Reflex", en la zona de los Grandes Lagos de América del Norte. 
Sin embargo, la colonia de Marte, conocido como la Base de Marte, no se olvida de la situación de la Tierra. Se envían tropas para combatir a los Inbit desde la Luna, sólo para fallar miserablemente. Los Inbit no atacan Marte y no muestran interés hacia los otros planetas. Sorprendentemente, los extranjeros no muestran hostilidad hacia los seres humanos a menos que sean provocados directamente, porque colaboran con ellos y viven en pueblos aislados. 
Los Inbit también puede sentir la presencia de HBT y el uso del combustible se limita a su cargo, como el HBT es un componente común en la tecnología de las armas. La Base de Marte se convierte en una gigantesca fábrica militar, produciendo grandes cantidades de armamento avanzado y tropas entrenadas. En 2080, la Base de Marte envía una próxima oleada de tropas, donde a pesar de contar con equipos más avanzados tecnológicamente y mechas transformables, toda la armada "Fuerza de Recuperación de la Tierra" es destruida en un combate contra los Inbit, al entrar en al atmósfera del planeta. 
Tres años más tarde, la Base de Marte lanza un nuevo ataque llamado la "Segunda Fuerza de Recuperación de la Tierra". Uno de los soldados es el teniente Stick Bernard. La fuerza de ataque, se sacrifica en la órbita de la Tierra y al tratar de ingresar a la atmósfera, la gran velocidad y el calor les afecta mucho, dañando su nave espacial. 
La novia de Stick, Marlene muere en un ataque enemigo, al estar en una de las naves nodriza que tratan de llegar al planeta y él aterriza de emergencia en América del Sur, en algún lugar de Chile.  En un primer momento, Stick está triste y deprimido por la muerte de Marlene. Después de ver una grabación holográfica de su prometida muerta, Stick hace un juramento de venganza. 
En su búsqueda por alcanzar el Punto Reflex, al norte de América, conoce a los otros personajes principales de la serie, formando un variopinto grupo de luchadores por la libertad en una búsqueda para liberar al planeta de los Inbit.-
A medida que el argumento se desenvuelve, el propósito de la invasión de los Inbit es revelado: encontrar un lugar adecuado para evolucionar en formas de vida más complejas y que están integradas con robots, que utilizan la tecnología llamada Protocultura como una fuente de alimentación de energía casi ilimitada. Sin embargo, lo que los Inbit ignoran es que su meta amenaza con provocar la extinción de los humanos y la de los propios Inbit, al ser atacados con armas muy destructivas. La misión de Stick y sus amigos es la de acercarse a Reflex, líder de los Inbit, y convencerla de que abandone el planeta Tierra.

## Personajes
- Stick Barnard
- Ray
- Houquet et Rose
- Jim Warston
- Mint La Blue
- Yellow Belmont
- Aisha

## Máquinas

### Humanos
- Traje de piloto
- VR-052T MOSPEDA
  - VR-052T en modo armadura
- VR-038L Bartley
  - VR-038L en modo armadura
- VR-041T Browsuperior
  - VR-041T Browsuperior en modo armadura
- AFC01H Legioss
- FC01I Legioss
- AFC01Z Legioss
- Dark Legioss
- Dark Legioss sin piloto
- AB-01 Tread (modo caza)
  - AB-01 Tread (modo combate)
- Legioss + Tread
- Jeep de Jim
- Synchro Cannon
- AS-C03 Condor
- AF-03 Combat

### Inbits
- Eager
- Grob
- Garmo
- Protect Inbit
- Ghoss

## Producción
En su fase de producción, los títulos sugeridos para la serie MOSPEADA fueron: Kōka kihei Vector ("Soldado mecanizado de descenso Vector"), Chō fumetsu yōsai Reflex Point ("Fortaleza superinmortal Reflex Point") y AD Patrol —una historia de policías donde el personaje principal anda en una motocicleta que se transforma en su compañero—.[cita requerida] Los personajes fueron diseñados por Yoshitaka Amano, quien años diseñaría personajes e ilustraciones de varias entregas de la serie Final Fantasy.
El título de cada episodio contiene el nombre de un estilo musical, algo que también se usaría años después en Cowboy Bebop.
Al diseñador mecánico Shinji Aramaki se le ocurrió la idea de las motoarmaduras transformables mientras trabajaba diseñando los juguetes de la serie Diaclone (hoy conocidos como Transformers). Cuando Aramaki se encontraba conduciendo su motocicleta Honda VT250 250 cc, este pensó que el tamaño de la moto era viable para ser vestida por una persona. El diseño de la moto estuvo basado en el de la Suzuki Katana. Las barras blanco y negro tanto en el Legioss como en las moto armaduras son una referencia a las Bandas de invasión aliadas en la Segunda Guerra Mundial.[cita requerida]
Personal de Producción
- Diseño de personajes: Yoshitaka Amano
- Creadores, Diseñadores mecánicos: Shinji Aramaki & Hideki Kakinuma
- Productor: Masatoshi Yui
- Música: Joe Hisaishi
- Animación de Apertura: Yoshinori Kanada

## Adaptación para Robotech

### MOSPEADA
La animación de Mospeada fue adaptada y modificada (con contenido editado y diálogos revisados) para su emisión en Estados Unidos como Robotech: The New Generation, la tercera saga de la serie Robotech. En Robotech, Los Inbit fueron renombrados como Invids de la "Tercera Generación" (que también fueron presentados en Robotech II: Los Sentinelas) y las fuerzas espaciales avanzadas fueron renombradas como la recurrente Fuerza Expedicionaria Robotech (REF) que quedó en la tierra antes de la "Segunda Generación" Robotech. Las fuerzas de defensa de la tierra fueron debilitadas en la saga anterior. A diferencia de los Invid en la adaptación Robotech, los Inbit de Mospeada no tienen nada que ver con Los Maestros de la Robotecnia (sus archienemigos en Robotech); estos solo estaban buscando un buen planeta en el cual evolucionar a un ser más perfecto. Del mismo modo, la REF bajo el mando de almirante Hunter a las que Bernard se refiere con frecuencia a eran las de Base Marte y Júpiter, que acosaron a los Inbit, a pesar de que los Inbit solo se metían con los humanos si estos los agredían o se excedían en la adquisición de HBT.
Los nombres de las máquinas y los robots también fueron cambiados. Las motoarmaduras fueron renombradas como Veritech Cyclone; el robot transformable AFC-01 Legioss fue renombrado como VF/A-6 Alpha Veritech; la adaptación AB-01 Tlead fue renombrada como VFB-9 Beta Veritech. Justo al igual que con Macross y Southern Cross, Mospeada fue modificada para formar parte de la continuidad Robotech creada por Harmony Gold y Carl Macek. Los nombres de los personajes fueron alterados, como Yellow Belmont, al que se convirtió de cantante que adoptaba una identidad femenina a un "agente secreto" que debía ocultarse como mujer.

## Música
Tema de apertura
- "Ushinawareta yume o motomete" (失われた伝説(ゆめ)をもとめて?  "Buscando el sueño perdido")
  - Compuesta por Yukihide Takekawa
    - Letra: Masao Urino
    - Arreglos: Joe Hisaishi

  - Intérprete: Andy Koyama

Tema de clausura
- "Blue Rain" (ブルー・レイン Burū Rein?) "Lluvia azul"
  - Compuesta por Yukihide Takekawa
    - Letra de Masao Urino
    - Arreglos; Joe Hisaishi

  - Intérprete: Andy Koyama y Mine Matsuki

La música incidental de la serie fue compuesta por Joe Hisaishi, Debido a un error de redacción, en los créditos aparece como "Yuzuru Hisaishi".
La banda malaya Hujan versionó el tema de apertura con el título de Lonely Soldier Boy, con la letra interpretada en malayo (excepto el coro, el cual se preservó) y se incluyó en el álbum de la banda.

## Lista de episodios
| Fecha de transmisión en Japón | Genesis Climber Mospeada Episodio                                                               | Robotech: la nueva generación Episodio |
| ----------------------------- | ----------------------------------------------------------------------------------------------- | -------------------------------------- |
| 1983.10.02                    | 1. Preludio de ofensiva (襲撃のプレリュード Shūgeki no Pureryūdo?)                              | 61. The Inbit Invasion                 |
| 1983.10.09                    | 2. La marcha de la chica del corazón roto (失恋少女のマーチ Shitsuren shōjo no Māchi?)          | 62. The Lost City                      |
| 1983.10.16                    | 3. Concierto de enfrentamiento al mediodía (真昼の決闘コンサート Mahiru no kettō Konsāto?)      | 63. Lonely Soldier Boy                 |
| 1983.10.23                    | 4. Sentirse como canción de supervivencia (気分はサバイバル・ソング Kibun wa Sabaibaru Songu?)  | 64. Survival                           |
| 1983.10.30                    | 5. En directo. Operación Saqueo (ライブ・イン・強奪作戦 Raibu In Gōdatsu Sakusen?)              | 65. Curtain Call                       |
| 1983.11.06                    | 6. Blues de la chica que apoya (突ッ張り少女ブルース Tsuppari shōjo Burūsu?)                    | 66. Hard Times                         |
| 1983.11.13                    | 7. "Ragtime" del héroe caído (亡き勇者のラグタイム Naki yūsha no Ragutaimu?)                    | 67. Paper Hero                         |
| 1983.11.20                    | 8. Elegía de Jonathan (ジョナサンのエレジー Jonasan no Erejī?)                                  | 68. Eulogy                             |
| 1983.11.27                    | 9. Fuga al mundo perdido (ロスト・ワールド遁走曲 Rosuto Wārudo tonsōkyoku?)                     | 69. The Genesis Pits                   |
| 1983.12.04                    | 10. Réquiem de la batalla (戦場のレクイエム Senjō no Rekuiemu?)                                 | 70. Enter Marlene                      |
| 1983.12.11                    | 11. Canción de cuna de la esperanza distante (遠い希望のララバイ Tōi kibō no Rarabai?)          | 71. The Secret Route                   |
| 1983.12.18                    | 12. A través de la Fortaleza Boogie (要塞突破ブギ Yōsai toppa Bugi?)                            | 72. The Fortress                       |
| 1983.12.25                    | 13. "Playback" de tormenta de arena (砂嵐プレイバック Suna-arashi Pureibakku?)                  | 73. Sandstorm                          |
| 1984.01.08                    | 14. Marcha nupcial de Mint (ミントの結婚行進曲 Minto no kekkonkōshinkyoku?)                     | 74. Annie's Wedding                    |
| 1984.01.15                    | 15. La balada de ruptura (仲間割れのバラード Nakamaware no Barādo?)                             | 75. Separate Ways                      |
| 1984.01.22                    | 16. Trampa de reggae (トラップ・レゲエ Torappu Regē?)                                           | 76. Metamorphosis                      |
| 1984.01.29                    | 17. Serenata de noche blanca (白夜のセレナーデ Hakuya no Serenāde?)                             | 77. The Midnight Sun                   |
| 1984.02.05                    | 18. Polka de veteranos (老兵たちのポルカ Rōheitachi no Poruka?)                                 | 78. Ghost Town                         |
| 1984.02.12                    | 19. Fortaleza de la ciudad glaciar (氷河都市のフォルテ Hyōga Toshi no Forute?)                  | 79. Frost Bite                         |
| 1984.02.19                    | 20. Canción de cumpleaños del cielo nocturno (夜空のバースディ・ソング Yozora no Bāsudi Songu?) | 80. Birthday Blues                     |
| 1984.02.26                    | 21. Arpegio de un asesinato (殺しのアルペジオ Koroshi no Arupejio?)                             | 81. Hired Gun                          |
| 1984.03.04                    | 22. Nueva York Bebop (ニューヨーク・ビーバップ Nyū Yōku Bībappu?)                               | 82. The Big Apple                      |
| 1984.03.11                    | 23. Partita de cabello negro (黒髪のパルティータ Kokuhatsu no Parutīta?)                        | 83. Reflex Point                       |
| 1984.03.18                    | 24. Final de la oscuridad (闇のフィナーレ Yami no Fināre?)                                      | 84. Dark Finale                        |
| 1984.03.25                    | 25. Sinfonía de Luz (光のシンフォニー Hikari no Shinfonī?)                                      | 85. Symphony of Light                  |

## Love Live Alive
Después del final de la serie, en septiembre de 1985 se publicó en Japón el OVA Genesis Climber MOSPEADA: Love Live Alive. Estaba compuesto por una mezcla de material de la serie y animación nueva. Tenía como  protagonista a Yellow Belmont. Se centraba en su concierto musical y  sus recuerdos sobre eventos sucedidos en la serie. En 2013, La compañía Harmony Gold lo licenció, adaptó y editó como Robotech: Love Live Alive.